# Малая Берестовица
Малая Берестовица (бел. Мала́я Бераставі́ца; транслит.: Malaja Bierastavica) — агрогородок в Берестовицком районе Гродненской области Беларуси. Административный центр Малоберестовицкого сельсовета. Население 1174 человека (2009).

## География
Малая Берестовица находится в 12 км к северо-западу от посёлка Большая Берестовица. Западнее посёлка протекает река Свислочь там живет самый большой лебедь одиночка в Беларуси, в окрестностях — сеть мелиорационных канав на реке. Через Малую Берестовицу проходит автодорога Р99 на участке Большая Берестовица — Гродно. В 10 км к западу от посёлка проходит граница с Польшей.

## История

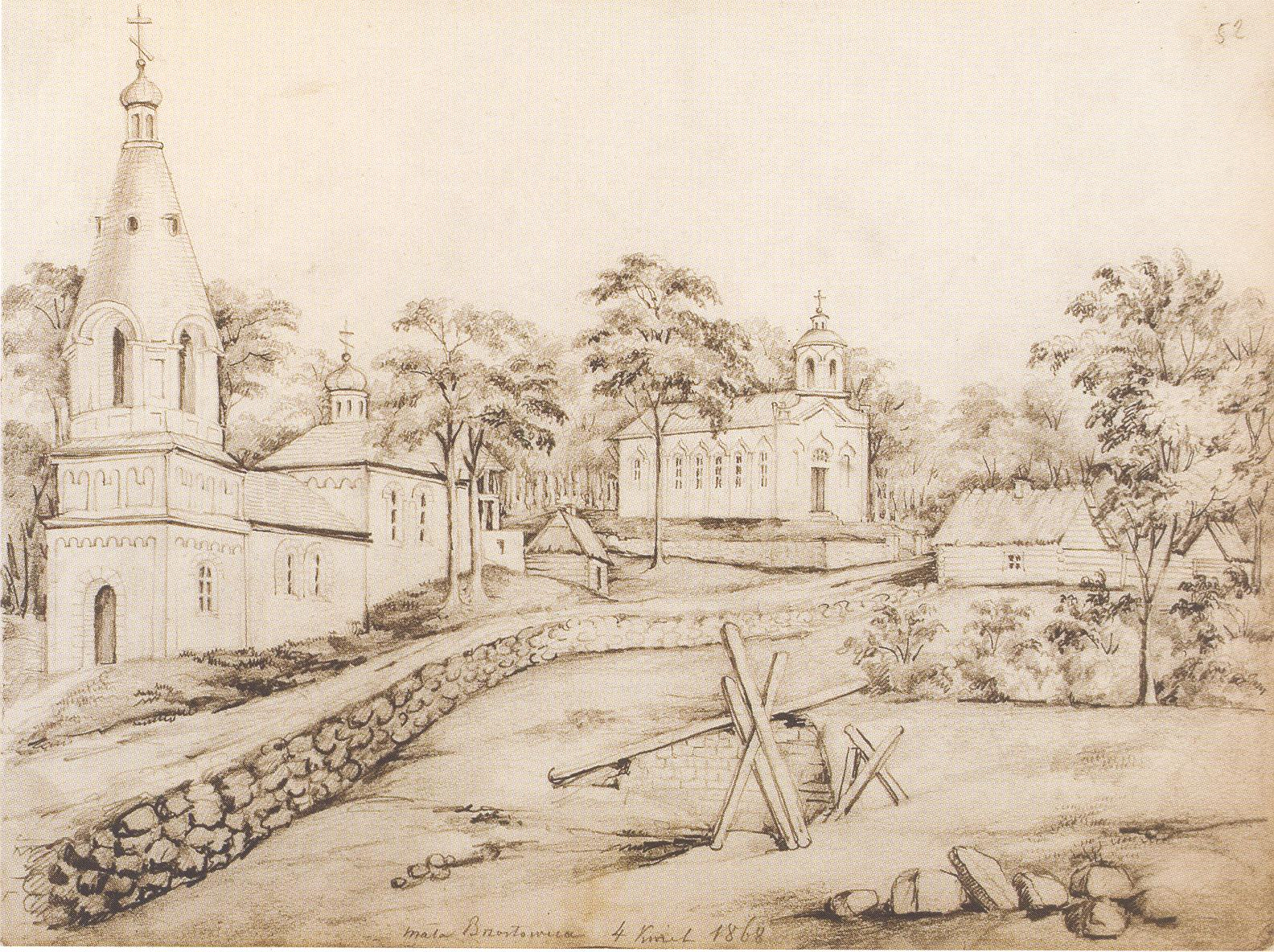
Малая Берестовица на картине Н. Орда, XIX в.

Впервые Малая Берестовица упоминается в XVI веке. Согласно административно-территориальной реформе середины XVI века местность вошла в состав Гродненского повета Трокского воеводства. В начале XVII века имение принадлежало трокскому воеводе Александру Ходкевичу. Вероятно при его сыне Юрии в деревне был построен первый костёл.
После Ходкевичей Малая Берестовица принадлежала, затем роду Солтанов. При Солтана в XVIII веке вместо старого деревянного костёла был поставлен новый католический храм, также деревянный, освящённый в честь. Помимо этого в XVIII — первой половине XIX века в Малой Берестовице существовал также грекокатолический (униатский) храм. В 1780 году в Малой Берестовице родился историк Игнатий Онацевич, отец которого служил священником в местном униатском храме.

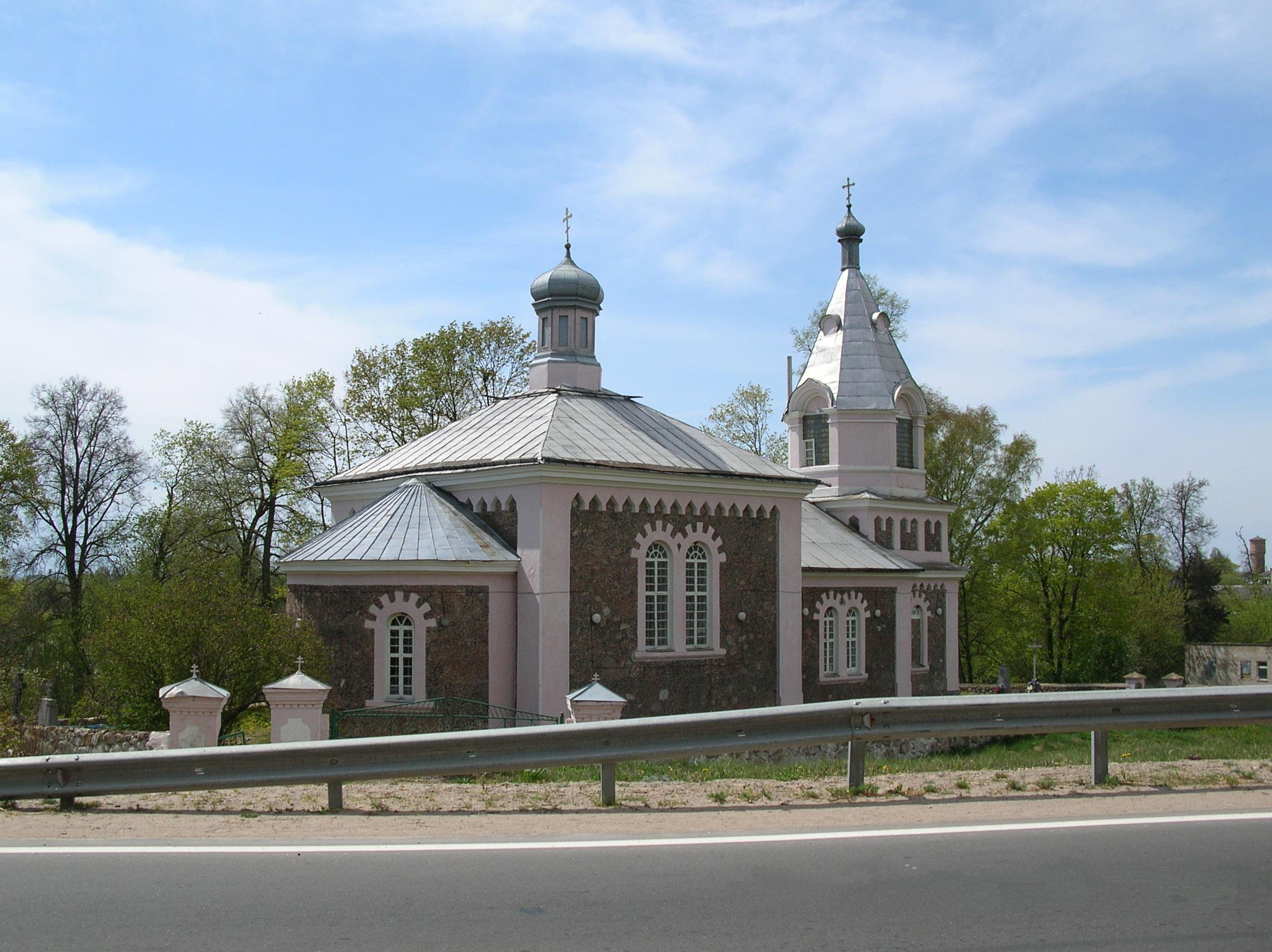
Православная церковь см. Димитрия Солунского

В результате третьего раздела Речи Посполитой (1795) Малая Берестовица оказались в составе Российской империи, в Гродненском уезде.
В XIX веке имение принадлежало роду Волковысских. В 1851—1863 годах они построили каменный католический храм св. Антония Падуанского на месте старого деревянного. Однако вскоре после подавления восстания 1863 года храм был закрыт и передан православным. Помимо этого в 1866 году на месте бывшей униатской церкви была возведена православная церковь Димитрия Солунского.
По Рижскому мирному договору (1921 года) Малая Берестовица попала в состав межвоенной Польской Республики, принадлежала Волковысскому повету Белостокского воеводства. После перехода в состав Польши храм св. Антония вернули католикам. В 1919 году в селении был построен крахмальный завод (здание сохранилось).
В 1939 году Малая Берестовица вошла в состав БССР, с 1940 года — центр сельсовета. В 1939 году накануне вступления в село Красной армии в Малой Берестовице произошла резня польского населения (en:Massacre of Brzostowica Mała), в которой были убиты и последние владельцы имения Волковысские. После окончания Второй мировой войны храм св. Антония был сожжён (по некоторым источникам, местным жителем, желавшим вступить в КПСС) и заброшен. В 1991 году здание возвращено Католической церкви, восстановлено и переосвящено в 1991 году.
В конце XX века полностью сгорел усадебный дом, от былой дворянской усадьбы XVIII—XIX веков в Малой Берестовице сохранилось лишь два служебных здания, в советское время использовавшихся под клуб и жильё.

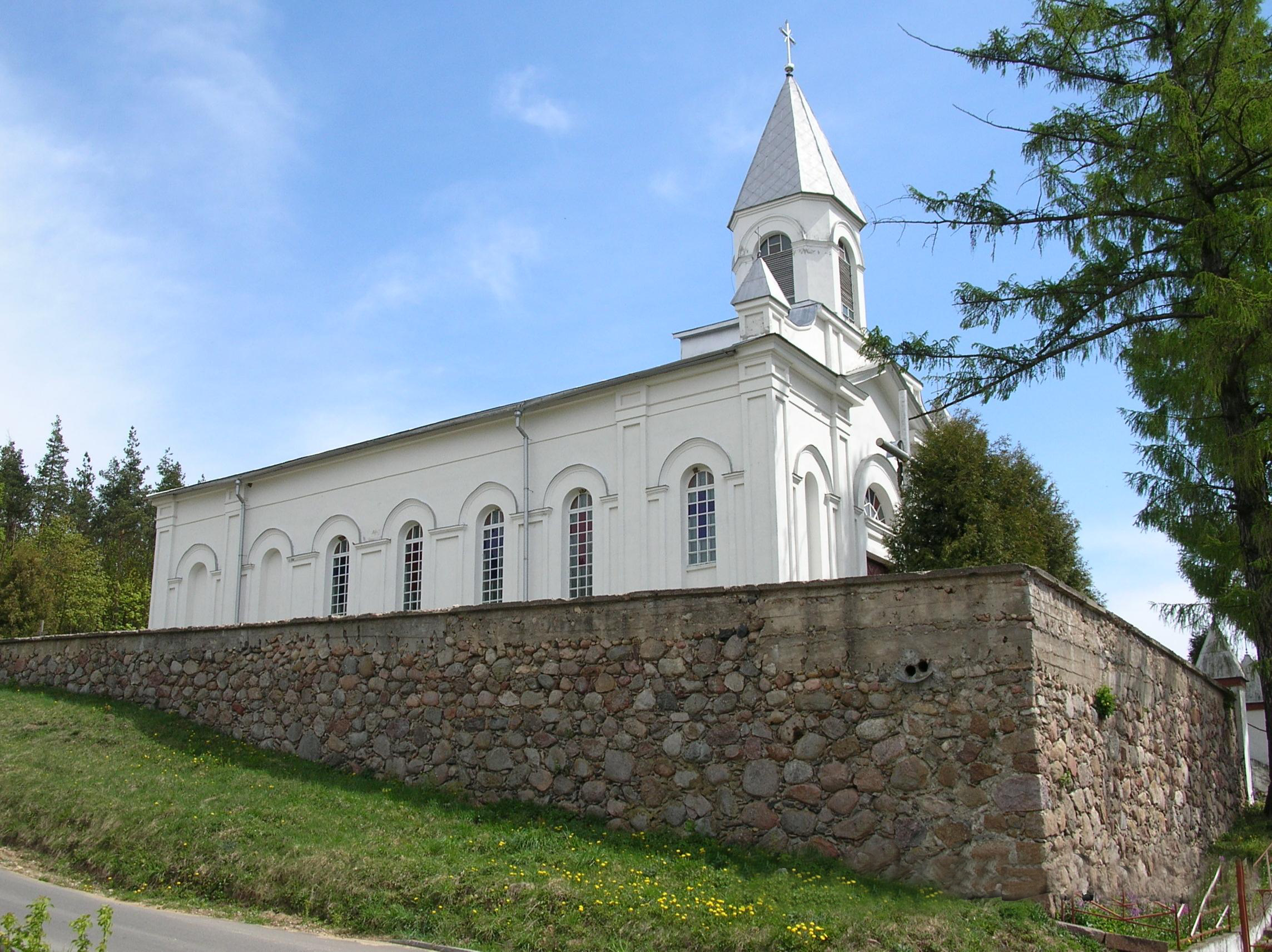
Католический храм св. Антония

## Культура
- Дом культуры.
- Народный историко-краеведческий музей «Вытокі» ГУО «Малоберестовицкая средняя школа»[5].

## Достопримечательности
- Католический храм св. Антония 1863 года, реконструирован в 1991 году.
- Православная церковь св. Димитрия Солунского 1866 года
- Здание плебании, конец XIX — начало XX века.
- Крахмальный завод, 1919 год.
- Усадебно-парковый комплекс Волковицких, служебные постройки бывшей усадьбы.
- Могилы польских солдат на католическом кладбище.

### Памятник, скульптура
- Памятник землякам (1969).
- Памятник грузинскому офицеру, погибшему в 1944 году (09.05.2018). В июле 1944-го полковник Геронтий Нестерович Цитаишвили, командир 250-й мотострелковой дивизии, участвовал в боевых действиях в Гродненской области.
- Памятный знак землякам, участникам войны в Афганистане (15.02.2019).